# راؤول نوغيس
راؤول نوغيس (بالإسبانية: Raúl Nogués) هو لاعب كرة قدم أرجنتيني في مركز الوسط، ولد في 26 فبراير 1952 في بوينس آيرس في الأرجنتين. لعب مع أولمبيك مارسيليا وإتويل كاروغ وتشاكاريتا جيونيورز وراسينغ كولومب ونادي سانت إتيان ونادي لو تشو دي فوندز ونادي ليل ونادي موناكو ونادي نيس.

## وصلات خارجية
- راؤول نوغيس على موقع قاعدة بيانات كرة القدم.إي يو (الإنجليزية)
- راؤول نوغيس على موقع عالم كرة القدم.نت (الإنجليزية)